# Beatriz da Baviera
Beatriz da Baviera (em sueco:  Beatrix; 1344  — Suécia, 25 de dezembro de 1359) foi rainha consorte da Suécia como esposa de Érico XII da Suécia.

## Família
Beatriz foi a filha do imperador Luís IV do Sacro Império Romano-Germânico e de sua segunda esposa, Margarida II, Condessa de Hainaut. Sua mãe era irmã mais velha de Filipa de Hainault, a esposa do rei Eduardo III de Inglaterra.
Através do primeiro casamento de seu pai com Beatriz da Silésia, Beatriz teve três meio-irmdos que sobreviveram à idade adulta: Matilde, Marquesa de Meissen, o duque Luís V da Baviera e o Duque Estêvão II da Baviera.
Seus irmãos integrais, por parte de pai e mãe, eram nove, entre eles havia: o eleitor Luís VI e os duques Otão V, Alberto I e Guilherme I. 
Através da linhagem paterna, Beatriz era descendente do rei Rodolfo I da Germânia e de sua segunda esposa Gertrudes de Hohenburg. Já pela linhagem materna, ela também descendia do Rei Filipe III de França e de sua primeira esposa Isabel de Aragão.

## Biografia
Em 1356, ela se casou com Érico XII da Suécia, que tornou-se co-rei ao lado de seu pai, Magno IV da Suécia, naquele mesmo ano. Dessa forma Beatriz dividiu o título de rainha durante três anos com a esposa de Magno, Branca de Namur.
O casal morreu em 1359, de acordo com rumores da época, através de envenenamento pela mãe de Érico, a rainha Branca. Beatriz teria dado à luz a um menino natimorto um pouco antes de sua morte. A teoria aceita atualmente é de que os três morreram de peste ao invés de envenenamento. Alguns historiadores acreditam que ela e seu filho foram enterrados no Mosteiro dos Frades Negros de Estocolmo, na ilha de Stadsholmen, em Estocolmo.